# Henry Tandey

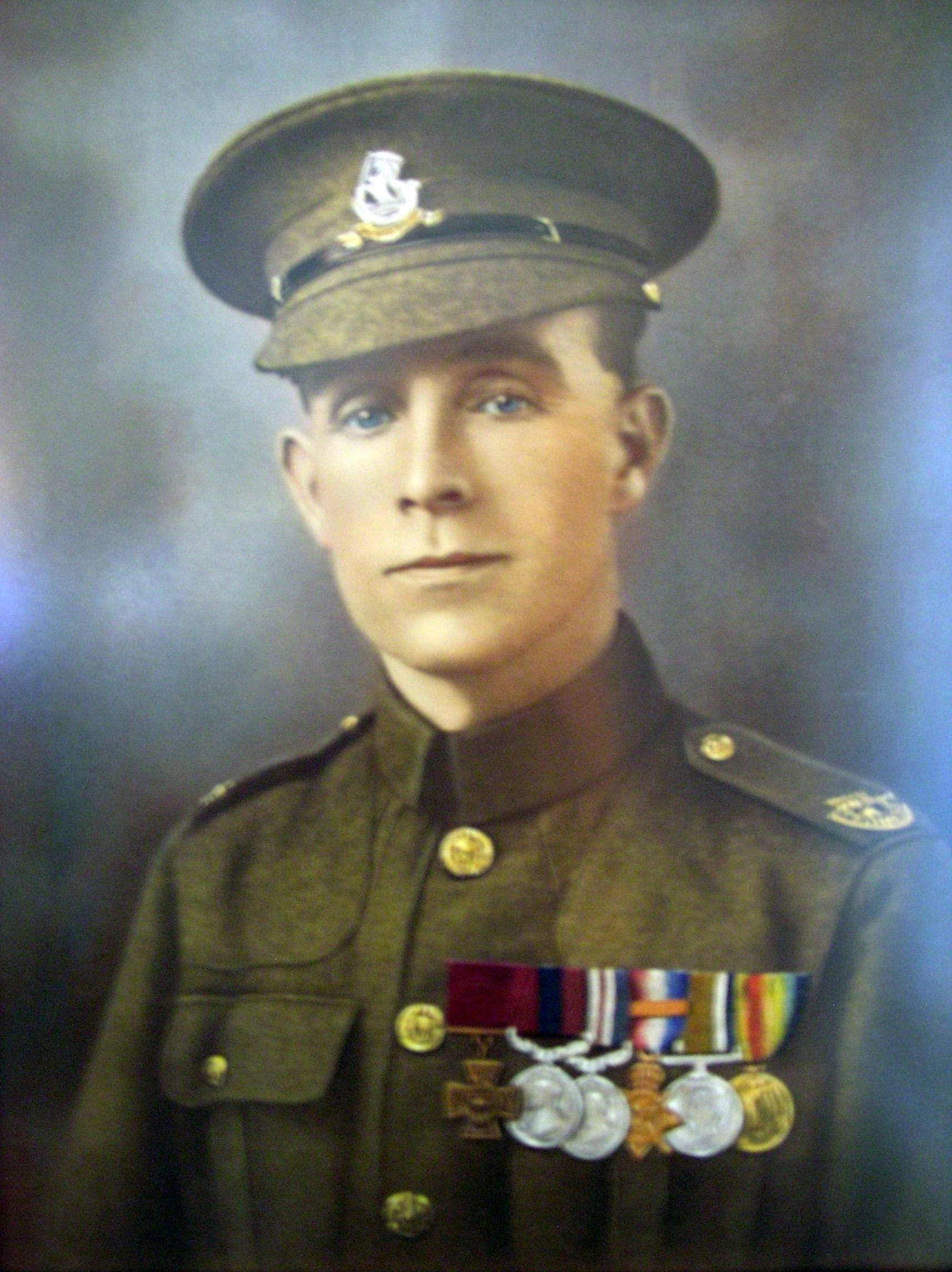
Pte Henry Tandey VC, DCM, MM

Henry Tandey VC, DCM, MM (* 30. August 1891 in Leamington Spa, England; † 20. Dezember 1977 in Coventry, England) diente während des Ersten Weltkriegs als britischer Private, wofür ihm u. a. das Victoria Cross, die Distinguished Conduct Medal (äquivalent zum Distinguished Service Order) und die Military Medal (äquivalent zum Military Cross) verliehen wurden. Tandey war der höchstdekorierte britische Soldat des Ersten Weltkriegs im Mannschaftsdienstgrad.

## Leben
Der Sohn eines ehemaligen Soldaten verbrachte einen Teil seiner Kindheit in einem Waisenhaus, bevor er Kesselwärter in einem Hotel wurde.
Am 12. August 1910 meldete sich Tandey freiwillig zur British Army. Nach der Grundausbildung beim Green Howards Regiment diente er ab dem 23. Januar 1911 in dessen 2. Bataillon, welches damals in Guernsey und in Südafrika stationiert war. Nach Ausbruch des Ersten Weltkrieges nahm Tandey im Oktober 1914 an der Schlacht von Ypern teil. Am 24. Oktober 1916 wurde er in der Schlacht an der Somme verwundet. Nach seiner Entlassung aus dem Krankenhaus am 5. Mai 1917 wurde er erst in das 3. Bataillon, am 11. Juni 1917 dann in das 9. Bataillon versetzt. Am 27. November 1917 wurde er bei Passchendaele ein weiteres Mal verwundet. Nach seinem zweiten Aufenthalt im Krankenhaus kehrte er am 23. Januar 1918 zunächst wieder in das 3. Bataillon zurück, bevor er am 15. März 1918 in das 12. Bataillon versetzt wurde. Am 26. Juli 1918 wechselte Tandey in das Duke of Wellington’s Regiment und tat ab dem 27. Juli 1918 in dessen 5. Bataillon Dienst.

### Angeblicher Zwischenfall mit Hitler
Tandey und der damalige Gefreite des 16. Kgl. Bay. Reserve-Infanterie-Regiments Adolf Hitler sollen sich am 28. September 1918 bei Marcoing begegnet sein. Nach der Geschichte sei Tandey damals ein müder deutscher Soldat in die Schusslinie gelaufen, der verwundet gewesen sei und nicht einmal versucht habe, sein Gewehr anzulegen. Er habe sich daher entschlossen, nicht zu schießen. Als der deutsche Soldat sah, wie Tandey das Gewehr senkte, habe jener zum Dank genickt und sei davongeirrt.

Tandey, der mittlerweile ein Kriegsheld war, wurde in einem Gemälde verewigt, welches vom Green-Howards-Regiment bei dem italienischen Künstler Fortunino Matania in Auftrag gegeben worden war. Es zeigt Tandey, wie dieser während der Ypernschlacht einen verletzten Soldaten auf dem Rücken trägt. Hitler hat später erfahren, dass es Tandey war, der seinerzeit den Stoßtrupp auf die Stellung seiner Einheit in Marcoing anführte und dass ein Gemälde existierte, das ebendiesen Tandey darstellte. 1935 ließ er beim Regiment um eine große Fotografie des Gemäldes anfragen, welche er – neben einer Kopie von Tandeys Wehrpass – auch bekam. Hitler hat Tandey offenbar wiedererkannt, denn sein Adjutant Hauptmann Weidmann schrieb dem Regiment die folgende Antwort: 

„[…] Der Führer ist natürlich an allem interessiert, was ihn als Kriegsteilnehmer betrifft. Er war tief bewegt, als ich ihm das Gemälde zeigte. Er hat mich beauftragt, Ihnen seinen besten Dank für das freundliche Geschenk auszudrücken, das so reich an Erinnerungen ist.“

Im September 1938, als Neville Chamberlain Hitler in seiner Sommerresidenz, Berghof im Rahmen der Münchner Konferenz besuchte, wurde er von Hitler in dessen Kehlsteinhaus eingeladen. Dort bemerkte er das Foto des Gemäldes und erkundigte sich danach, woraufhin Hitler erläuterte: 

„Dieser Mann war so nahe daran, mich zu töten. Ich dachte damals, ich werde Deutschland nicht wiedersehen. Die Vorsehung rettete mich vor der teuflischen Präzision, mit der die englischen Jungs auf uns schossen.“

 Chamberlain rief Tandey nach der Rückkehr aus München auf Hitlers Wunsch hin an und bestellte ihm Hitlers beste Wünsche und Dankbarkeit.
Diese seit 1940 verbreitete Geschichte ist aus mehreren Gründen unwahrscheinlich. So sagte Tandey 1939 einer britischen Lokalzeitung: „Man sagt, ich hätte Hitler getroffen. Das mag sein, aber ich erinnere mich jedenfalls nicht an ihn“. Zudem diente Hitler laut dem Historiker Thomas Weber in der Etappe und bekam daher von dem, was in den Schützengräben geschah, nicht viel mit. Der angebliche Vorfall kann gut eine Erfindung von Hitler sein. Weber sagt auch, Hitler hatte ein großes Talent, den Leuten, die er traf, in diesem Fall Chamberlain, genau das zu erzählen, was sie gerne hören wollen. Dem im Jahre 1938 verzweifelt um Frieden ringenden Chamberlain wurde also eine Geschichte des Gewaltverzichts erzählt. Dass Hitler angeblich vom Kriegsheld Tandey verschont wurde, dem höchstdekorierten einfachen britischen Soldaten des Ersten Weltkriegs, ließ auch Hitler in einem guten Licht erscheinen. Hitler lässt sein eigenes Überleben damit als schicksalshaft, wenn nicht sogar gottgewollt, erscheinen.

### Nachkriegszeit
Am 14. März 1919 wurde er aus der Armee entlassen, aber schon am nächsten Tag trat er erneut dem 3. Bataillon des Duke of Wellington’s Regiments bei und wurde dort am 18. März 1919 zum Lance Corporal befördert. Am 4. Februar 1921 wechselte er ins 2. Bataillon, wo er vier Tage später darum ersuchte, wieder zum Private degradiert zu werden. Vom 11. April 1922 bis zum 18. Februar 1923 tat Tandey in Gibraltar Dienst, vom 19. Februar bis zum 23. August 1923 in der Türkei und schließlich vom 24. August 1923 bis zum 29. September 1925 in Ägypten. Er verließ, nunmehr im Rang eines Sergeants, die Armee endgültig am 5. Januar 1926, kehrte nach Leamington zurück, heiratete und arbeitete als Wachmann, zuletzt bei Triumph.
Tandey starb 1977 kinderlos im Alter von 86 Jahren. Auf seinen Wunsch hin sollte seine Asche auf dem Masnières British Cemetery in Marcoing verstreut werden. Seine Urne wurde aber letztlich in einem Krematorium in Coventry beigesetzt.
Seine Auszeichnungen hatte Tandey zu Lebzeiten dem Museum des Duke of Wellington’s Regiments vermacht. Nach seinem Tod ließ seine Witwe sie jedoch bei Sotheby’s versteigern. Heute befinden sie sich im Besitz des Museums des Green Howards Regiments.